# Asola
Asola é uma comuna italiana da região da Lombardia, província de Mântua, com cerca de 9.383 habitantes. Estende-se por uma área de 73 km², tendo uma densidade populacional de 129 hab/km². Faz fronteira com Acquanegra sul Chiese, Canneto sull'Oglio, Casalmoro, Casaloldo, Casalromano, Castel Goffredo, Fiesse (BS), Gambara (BS), Mariana Mantovana, Piubega, Remedello (BS).

## Demografia
| Variação demográfica do município entre 1861 e 2011                               |
|                                                                                   |
| Fonte: Istituto Nazionale di Statistica (ISTAT) - Elaboração gráfica da Wikipedia |